# الحسين عموتة
الحسين عموتة (مواليد 24 أكتوبر 1969) لاعب كرة قدم مغربي سابق كان يلعب في مركز الوسط، أمضى مسيرته الكروية في المغرب والخليج العربي، شارك مع منتخب بلاده في الألعاب الأولمبية الصيفية 1992. وحاليًا يشغل منصب المدير الفني لنادي الجزيرة الإماراتي.

## مسيرته الكروية

### الأندية
بدأ مسيرته في نادي اتحاد الخميسات في مسقط رأسه عام 1988. بعدها انضم إلى نادي الفتح الرياضي وقضى معه ست سنوات، ثم انتقل إلى نادي السد عام 1997، وتوج بالدوري وبكأس الأمير وكأس ولي العهد. وكان هداف الدوري في ذلك الموسم. قضى فترات في الإمارات العربية المتحدة مع نادي الشارقة، وفي المملكة السعودية مع نادي الرياض. تم عاد إلى نادي قطر.

### مع المنتخب
شارك عموتة مع المنتخب المغربي تحت 23 سنة في بطولة كرة القدم خلال دورة الألعاب الأولمبية الصيفية 1992. ولعب في المباراة الثانية ضد السويد.
وقد لعب أيضا في مباريات أخرى مع المنتخب المغربي الأول. وكان أول ظهور معروف له في 2 سبتمبر 1990 خلال تصفيات كأس الأمم الإفريقية 1992، في المباراة التي انتهت بانتصار منتخب المغرب على موريتانيا بنتيجة 4-0.

## مسيرته التدريبية
بدأ مسيرته التدريبية بتدريب ناشئي نادي اتحاد الخميسات عام 2003. ثم انتقل لتدريب فريق الكبار سنة 2005، وتمكن من قيادته إلى وصافة الدوري المغربي في موسم 2007-2008 لأول مرة في تاريخ النادي وقيادته للتأهل إلى دوري أبطال إفريقيا لأول مرة. درّب بعد ذلك الفتح الرباطي خلال ثلاث مواسم 2008-2009 إلى 2010-2011، قاده إلى التتويج بالدوري والصعود إلى الدرجة الأولى، حقٌّق معه كأس العرش وكأس الاتحاد الإفريقي كأول بطولة إفريقية فتاريخ النادي.
عام 2011، أصبح المدير الرياضي لنادي السد القطري، قبل أن يتم تعيينه بديلاً للمدرب خورخي فوساتي في عام 2012.
في يناير 2017، تعاقد عموتة مع نادي الوداد الرياضي لمدة موسم ونصف، وحقٌّق معه الدوري المغربي ودوري أبطال إفريقيا كأول مدرب مغربي يحقق البطولة الإفريقية.
في ديسمبر 2019، وقّعت الجامعة الملكية المغربية لكرة القدم عقدا مع عموتة، كمدرب للمنتخب الوطني المحلي. وقد حقّّق معه بطولة أمم إفريقيا للمحليين 2020 التي أُقيمت بالكاميرون.
في 18 أغسطس 2022، تم الإعلان عن عموتة مدربًا جديدًا للوداد خلفًا لوليد الركراكي. انتهت فترة تدريبه في بداية ديسمبر من العام نفسه.
من مايو إلى يونيو 2023، قاد نادي الجيش الملكي كمشرف عام في آخر الموسم المتبقي، وذلك لأن قانون المدرب الذي تعتمده الجامعة الملكية المغربية، يمنع من تدريب فريقين في الدوري خلال نفس الموسم، وحقّّق معه الدوري المغربي بعد غياب لأكتر من 15 سنة.

### المنتخب الأردني
في 27 يونيو 2023، تم تعيين عموتة مدربًا للمنتخب الأردني لكرة القدم. في كأس آسيا 2023، تأهل الأردن، بقيادة عموتة، إلى مراحل خروج المغلوب بعد حصوله على المركز الثالث في دور المجموعات. وفي دور الـ16، فاز الأردن على العراق 3-2. وفي الدور ربع النهائي، فاز الأردن على طاجيكستان 1-0، ليتأهل إلى الدور نصف النهائي لأول مرة في تاريخه. وفي الدور نصف النهائي، حقق الأردن أول فوز له على منتخب كوريا الجنوبية 2-0 ليتأهل لأول نهائي فتاريخه. لينهي البطولة بعدها في مركز الوصافة بعد خسارته مع مستضيف البطولة قطر. وتمثل هذه النتيجة إنجازاً غير مسبوقاً للمنتخب الأردني.
في مارس 2024، حظي عموتة بتكريم من ملك الأردن بميدالية "اليوبيل الفضي" بعد الانجاز الذي حققه مع منتخب النشامى في كأس آسيا الأخيرة بقطر.
وفي 22 يونيو 2024 وافق الاتحاد الأردني لكرة القدم على إنهاء التعاقد مع عموتة، بناء على طلبه لظروفه الخاصة، وقرر تعيين المغربي جمال السلامي مديراً فنياً جديداً للنشامى.

## العودة لتدريب الأندية
وفي 8 يوليو 2024 أعلن نادي الجزيرة الإماراتي تعاقده مع عموتة ليقود الفريق الأول حتى عام 2026. وفي 17 أغسطس 2025 أعلن نادي الجزيرة عن انهاء التعاقد مع عموتة.

## الإنجازات

### ألقابه كلاعب
الفتح الرباطي
- كأس العرش: 1994–95

 نادي السد
- دوري نجوم قطر: 2000
- كأس ولي العهد : 1998
- كأس أمير قطر: 2000، 2001
- كأس السوبر القطري: 1998، 2000

 نادي قطر
- دوري نجوم قطر: 2003
- كأس ولي العهد : 2002

#### فردية
- هداف الدوري المغربي الممتاز: 1993–94.
- هداف دوري نجوم قطر: 1997–98.
- هداف كأس أمير قطر: 2001، (7 أهداف في 7 مباريات).

### ألقابه كمدرب
الفتح الرباطي
- كأس العرش: 2010
- كأس الاتحاد الأفريقي: 2010

 نادي السد
- دوري نجوم قطر: 2012–13
- كأس أمير قطر: 2014، 2015
- كأس السوبر القطري: 2014

 الوداد الرياضي
- الدوري المغربي الممتاز: 2016-17
- دوري أبطال إفريقيا: 2017

 الجزيرة
- كأس رابطة المحترفين الإماراتية: 2024-25

 المغرب
- بطولة أمم أفريقيا للمحليين : 2020

 الأردن
- كأس آسيا الوصيف : 2023

#### جوائز فردية
- أفضل مدرب في دوري نجوم قطر: 2013[28]
- أفضل مدرب في الدوري المغربي: 2017
- أفضل مدرب في بطولة أمم إفريقيا للمحليين: 2020[29]

## روابط خارجية
- الحسين عموتة على موقع الاتحاد الدولي (مؤرشف)  (الإنجليزية)
- الحسين عموتة على موقع قاعدة بيانات كرة القدم.إي يو (الإنجليزية)
- الحسين عموتة على موقع ناشيونال فوتبول تيمز (الإنجليزية)
- الحسين عموتة على موقع أوليمبيديا (الإنجليزية)